# Johann Ludewig (Politiker)
Johann Ludewig (* 21. Mai 1882 in Bremen-Kattenturm; † 16. November 1962 in Bremerhaven) war ein deutscher Schlosser und Politiker (SPD).

## Biografie
Ludewig besuchte die Volksschule in Kattenturm. Er lernte als Schlosser und war als Schlosser und Klempner danach tätig.
Er war seit 1903 Mitglied der SPD und seiner Gewerkschaft. Von 1919 bis 1922 war er in der USPD. 1919/20 war er Mitglied der Bremer Nationalversammlung und von 1920 bis 1930 Abgeordneter der Bremischen Bürgerschaft. Er war in verschiedenen Deputation tätig. 1933 und 1944 war er unter den Nationalsozialisten in Haft.
Ehrungen
- Die Ludewigstraße in Bremen-Obervieland, Ortsteil Kattenesch,  wurde nach ihm benannt.